# 第30屆加拿大內閣
第30屆加拿大內閣即卡尼內閣，將由總督瑪麗·西蒙在2025年3月14日任命聯邦自由黨黨魁馬克·卡尼為第25任總理後成立，以取代前任黨魁兼總理賈斯汀·杜魯多的內閣。總理卡尼将在宣誓就职后不久宣布解散国会，以提前举行2025年的联邦大选；否则等國會复会后，可能会被不信任动议倒阁；因为保守党 、魁人政團和新民主党黨魁都已宣布，无论谁成为总理，他们都打算推翻執政近10年的自由黨少数政府，引发聯邦大選。卡尼初時将把内阁部长人数从特鲁多时期的37人缩减至24人。隨着大選塵埃落定，卡尼得以繼續領導少數派政府，遂於2025年5月改組內閣，成員回升至28人。

## 部长列表

### 2025年3至5月
| 肖像               | 部长                   | 職務                             | 任期           |
| ------------------ | ---------------------- | -------------------------------- | -------------- |
|                    | 馬克·卡尼              | 总理                             | 2025年3月14日— |
|                    | 多米尼克·勒布朗        | 国际贸易和政府间事务部长         | 2025年3月14日— |
| 加拿大枢密院主席   | 多米尼克·勒布朗        | 2025年3月14日—                   |                |
|                    | 商鹏飞                 | 财政部长                         | 2025年3月14日— |
|                    | 赵美兰                 | 外交和国际发展部长               | 2025年3月14日— |
|                    | 安妮塔·阿南德          | 创新、科学及工业部长             | 2025年3月14日— |
|                    | 比尔·布莱尔            | 国防部长                         | 2025年3月14日— |
|                    | 帕蒂·哈伊杜            | 原住民服务部长                   | 2025年3月14日— |
|                    | 乔纳森·威尔金森        | 能源和自然资源部长               | 2025年3月14日— |
|                    | 吉妮特·派蒂巴斯·泰勒   | 国库委员会主席                   | 2025年3月14日— |
|                    | 史蒂文·吉尔博          | 文化遗产部长和魁北克副官         | 2025年3月14日— |
|                    | 方慧兰                 | 交通运输和国内贸易部长           | 2025年3月14日— |
|                    | 卡迈勒·凯拉            | 卫生部长                         | 2025年3月14日— |
|                    | 加里·阿南达桑加里      | 皇家原住民关系及北方事务部长     | 2025年3月14日— |
| 司法部长兼总检察长 | 加里·阿南达桑加里      | 2025年3月14日—                   |                |
|                    | 雷奇耶·巴尔德斯        | 首席政府党鞭                     | 2025年3月14日— |
|                    | 史蒂文·麦金农          | 就业和家庭部长                   | 2025年3月14日— |
|                    | 大衛·麥堅蒂            | 公共安全和应急准备部长           | 2025年3月14日— |
|                    | 特里·杜吉德            | 环境与气候变化部长               | 2025年3月14日— |
|                    | 纳撒尼尔·厄斯金-史密斯 | 住房、基础设施和社区部长         | 2025年3月14日— |
|                    | 蕾切尔·本达扬          | 移民、难民和公民事务部长         | 2025年3月14日— |
|                    | 伊丽莎白·波里也        | 退伍军人事务部长                 | 2025年3月14日— |
| 加拿大税务局部长   | 伊丽莎白·波里也        | 2025年3月14日—                   |                |
|                    | 乔安妮·汤普森          | 渔业、海洋和海岸警卫队部长       | 2025年3月14日— |
|                    | 阿里尔·卡亚巴加        | 下议院执政党首席议员             | 2025年3月14日— |
| 民主制度部长       | 阿里尔·卡亚巴加        | 2025年3月14日—                   |                |
|                    | 科迪·布洛伊斯          | 农业、农业食品和农村经济发展部长 | 2025年3月14日— |
|                    | 阿里·埃萨西            | 政府转型、公共服务和采购部长     | 2025年3月14日— |